# Макуат, Линн
Линн Э. Макуат (Lynne E. (Elizabeth) Maquat; род. 1952) — американский биохимик и молекулярный биолог, исследовательница РНК. Доктор философии (1979). Профессор Рочестерского университета и директор-основатель его Центра биологии РНК, член Национальных Академии наук (2011) и Медицинской академии (2017) США.
Окончила Коннектикутский университет (бакалавр биологии, 1974). Степень доктора философии по биохимии получила в 1979 году в Висконсинском университете в Мадисоне.
Поступила в медицинский центр Рочестерского университета после 18 лет, проведенных в Roswell Park Cancer Institute, также преподаёт в Wilmot Cancer Institute названного центра.
Член Американской академии искусств и наук и Американской ассоциации содействия развитию науки (обеих — с 2006). Член RNA Society с его основания в 1993 году и его президент в 2006—2007 гг.
Автор более 150 работ, в том числе обзоров, рецензированных публикаций.

## Награды и отличия
- Davey Memorial Award for Outstanding Cancer Research, Wilmot Cancer Center, URMC (2002)
- RNA Society’s Lifetime Achievement Award in Service (2010)[5]
- Batsheva de Rothschild Fellow, НАН Израиля (2012[6])
- Presidential Diversity Award, Рочестерский университет (2013)
- NIH MERIT award[англ.] (2013—)
- Athena Award, Women’s Council of the Rochester Business Alliance (2014)
- William C. Rose Award[англ.], American Society for Biochemistry and Molecular Biology (2014)
- Международная премия Гайрднера (2015)
- International RNA Society Lifetime Achievement in Science Award (2017)[7]
- Vanderbilt Prize in Biomedical Science (2017)
- Harvey Lecture[нем.] (2017)[8]
- FASEB Excellence in Science Award[англ.] (2018)[9]
- Wiley Prize (2018)[10]
- Премия Вольфа по медицине (2021)
- Warren Alpert Foundation Prize[англ.] (2021)
- Премия Грубера (2023)
- Премия медицинского центра Олбани (2024)